# Prado

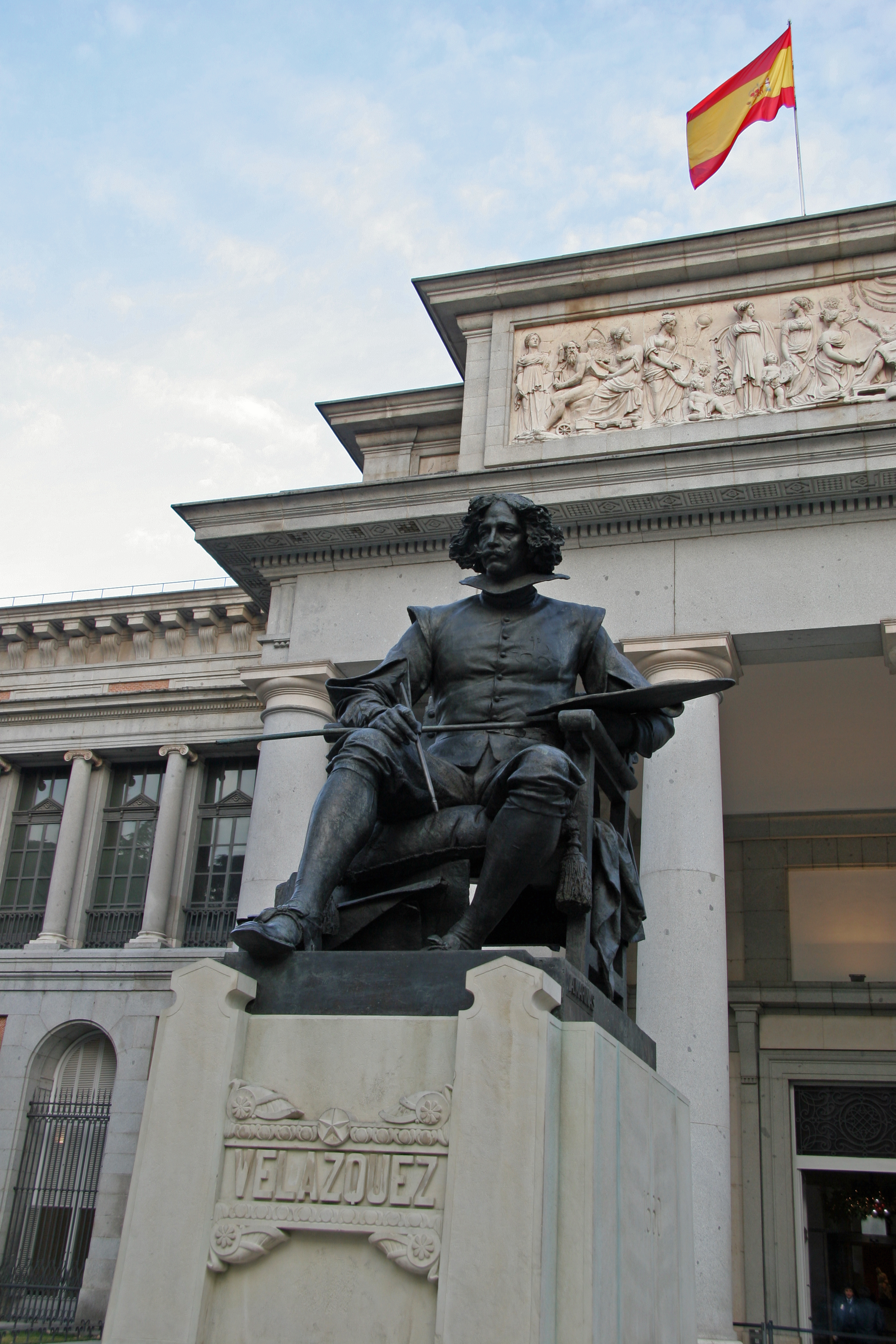
Aniceto Marinas: Velázquez szobra a Prado előtt

A Museo del Prado a Madridi Nemzeti Múzeum képtára.
Építésének kezdete 1785, a gyűjtemény alapját az 1819-ben megnyílt királyi gyűjtemény képezi. Épületét a 19. század végén és 1913-1916-ban bővítették, majd a II. világháború előtti és utáni (1923-1952 között) években belső átalakításokat, átépítéseket végeztek rajta. Újjárendezett kiállítása 1955-ben nyílt meg, 16 teremmel növelte tárait. Anyagának legjelentősebb részét a spanyol festészet (Murillo, Velázquez, Francisco de Goya) alkotja.

## Története
A Prado a világ egyik legrégibb és leghíresebb képtára és a madridi nevezetességek egyik csúcspontja. Eredetileg királyi gyűjtemény, amelynek első részét még a Habsburgok vették meg, vagy rendelték meg, majd az állományt a Bourbonok bővítették. III. Károly uralkodása idején vetődött fel az az ötlet, hogy a pinakotéka számára külön épületet építsenek. A terveket Juan de Villanueva készítette el. 1819-ben avatták fel az új épületet mint „a királyi festménygyűjtemény múzeumát”. A festményeken és szobrokon kívül több, mint 5000 rajz, 1000 érme, és medál és egyéb szépművészeti alkotások tekinthetők meg.

## Gyűjteménye
A Királyi Múzeum, amely 1819-ben nyílt meg, a Királyi Gyűjteményre korlátozódott. Első katalógusa, amelyet még abban az évben szerkesztett Luis Eusebi, a szerény képességű olasz festő és a létesítmény őre, 311 művet tartalmazott. Ezt az első válogatást a nacionalista és hazafias érzelem vezette. A gyűjtemény hamarosan gazdagodott itáliai és németalföldi iskolák műveivel, még mindig a Királyi Gyűjteményből. Az 1821-es katalógus már 521 képet tartalmazott. A múzeum kialakításával kapcsolatos elképzelések és tanácsok VII. Ferdinánd második feleségétől, Braganza Mária Erzsébettől származnak. Első korszakában a múzeum teljesen a palota életéhez idomult, működése teljes egészében az udvartól függött. Igazgatói az udvari életben jelentős funkciót betöltő nemesek voltak – Santa Cruz márki, Anglona herceg, Ariza Márki, Híjar herceg -, akiket „technikai” tanácsokkal a mindenkori udvari festő látott el; az első években Vicente Lopez, később Carlos Luis de Ribera és José de Madrazo. Fokozatosan nőtt a palotákból (Aranjuezből, La Granjából, és El Escorialból) származó vásznak száma. Eusebi őri intézkedéseinek és Híjar herceg lelkesedésének köszönhető a múzeum egyik legjelentősebb gyarapodása: azoknak az aktképeknek a gyűjteménybe sorolása, melyeket a puritán III. Károly korától kezdve őrzött az Akadémia különterme. Az 1827. áprilisi besorolás pompás Rubens, Tiziano Vecellio és Dürer aktokat hozott a múzeumba.
A Prado-gyűjtemény szerencséje nyilván az lehetett, hogy a spanyol uralkodók - még maga II. Fülöp is, sőt már I. Károly - hagyományosan művészetpártolók voltak, s különösen IV. Fülöp. Gyűjtőszenvedélyük szinte példátlan volt a XVI. században, s jórészt szerencse kísérte gyűjteményüket. Míg a csaták és gyarmatok elvesztek – a Prado kincsei megmaradtak. Részben azért is, mert a polgárháború (1936-1939) előtt – egy gyűjteményes kiállítás jóvoltából – a legjobb vásznakat Svájcba vitték, s a nehéz évek alatt ott biztonságban maradtak. A Prado birtokában több mint 5000 festmény van, ebből 2300 van kiállítva, három szinten, 120 teremben. A képeket tekintélyes szoborgyűjtemény egészíti ki. A műremekek zavarba ejtő sokasága a részletesebb leírást lehetetlenné teszi; emellett az évek óta tartó építési munkálatok miatt bizonyos termeket időnként lezárnak, a képeket pedig áthelyezik. Magában a Prádóban sem kapni olyan kalauzt, amely az egyes alkotások helyét megjelölné; csak a teljes állományról kapható katalógus, s kapható egy „Kulcs a Pradóhoz” amely a legfontosabb műalkotásokat festőiskolák szerint osztályozva és sorszámozva adja meg.

### Korai németalföldi festők
Földszint: A németalföldi mesterek, köztük Hieronymus Bosch (El Bosco; Gyönyörök kertje; A szénásszekér-triptichon), Pieter Bruegel (A halál diadala), Rogier van der Weyden (Levétel a keresztről), Hans Memling és Gerard David; Albrecht Dürernek egy önarcképe, valamint az Ádám és Éva képei láthatók.

### 17. századi holland és flamand festők
Földszint: Itt tekinthetők meg Rubens A három grácia, Paris ítélete, Parasztok tánca, van Dyck I. Károly angol király lovas portréja, Jordeens A festő családja a kertben és Rembrandt önarcképe. Néhány terem francia festőknek van fenntartva, egy egész terem Tiepolóé.

### Olasz mesterek
Az olasz festmények legnagyobb része az emeleten látható. A kiállított mesterek közül megemlítendő Fra Angelico, Botticelli, Raffaello,  Antonio Allegri Corregio, Giorgione, Tiziano és Tintoretto.

### Spanyol mesterek

Diego Velázquez: Az udvarhölgyek

Velázqueznek talán ötven képe díszíti a Prado termeit. Goya piktúrájához-emlékeihez egy egész épületszárny is kevés. Kilenc teremben függnek változó világának, változó stílusának remekei. S míg Velázquez művészetében a grafika, vázlat nem szerepel, Goya kartonjai – híres sorozatok – a legnagyobb kincsek közé tartoznak. Velázquez életművének szinte az egészét látni itt. Itt látható egyik leghíresebb műve Breda átadása, melyet általában úgy emlegetnek, mint a Las Lanzas – a lándzsák kompozícióját. Azt a jelenetet ábrázolja, amikor a győztes spanyol hadvezér, a genuai származású Spinola átveszi a Németalföld déli határait védő hatalmas holland erődítmény kulcsát – hosszú, fordulatokban bővelkedő ostrom után, amikor az erődítmény feladása már elkerülhetetlenné vált – Nassaui Justintól, Breda várkapitányától. (Ennek a nevezetes ostromnak egyébként két mellékszereplője is volt még, mindkettőjük nevét megőrizte a halhatatlanoknak kijáró emlékezés: a spanyol ostromlók között küzdött Calderón, Velázquez kortársa, az egyik legnagyobb spanyol drámaíró.) Az emelet többi termét spanyol mesterek alkotásai foglalják el. A középső épületrészben (12. terem) Velázquez kiemelkedő művei láthatók, pl. Az ivók (Bakkhosz győzelme), Vulcanus műhelye, Breda átadása, a spanyol udvari bohócok híres arcképei, a Szövőnők és a leghíresebb képe, Az udvarhölgyek. A szomszédos 26. teremben Bartolomé Esteban Murillót többek között a Jó pásztor és a Madaras szent című alkotás képviseli. A következő 25. terem El Grecóé, itt láthatók a Lovag mellére tett kézzel, Krisztus feltámadása, Szent lélek eljövetele című festményei, de találkozunk Riberával (Jákob álma), Zurbarannal (Szent Casilda), Ribaltával és Olivaresszel is.

### Goya
Francisco de Goya munkássága területileg is különleges helyet foglal el. Mindkét emeleten a jobb épületszárnyban találhatók a művei. A madridi szőnyegmanufaktúra számára készített sok korai, olajjal festett gobelinkarton mellett látható itt a IV. Károly családja, a Meztelen Maya, a Ruhás Maya, A kolosszus (A rémület), 1808. május harmadika Madridban: Kivégzések a Príncipe Pío-hegyen.

## Galéria
- Murillo: Inmaculada
- Hieronymus Bosch: Gyönyörök kertje (1480 és 1505 között)
- Diego Velázquez Breda átadása avagy A Lándzsák[3]
- Francisco de Goya: IV. Károly családja (1800-1801)
- Albrecht Dürer: Önarckép (1498)
- Velázquez: X. Ince pápa (1649 – 1650)
- Rubens: Medici Mária (1622 körül)
- Francisco de Zurbarán: Agnus Dei (1635–1640)
- Goya: A meztelen maja (1799-1800)
- Goya: A felöltözött maja (1800)
- Goya: A kutya (1819–1823)
- Peter Paul Rubens: Paris ítélete (1638–39)
- Albrecht Dürer: Ádám és Éva (1507)
- Caravaggio: Dávid és Góliát (1600)
- Goya: Saturnus felfalja gyermekét (1819)
- Raffaello: Kardinális portréja (1510–11 körül)
- Tiziano: Az ember bukása (1570 körül)
- Rembrandt: Artemisia (1634 körül)
- Goya: 1808. május 3.: Madrid védőinek kivégzése (1814)
- Peter Paul Rubens: A három Grácia (1635 körül)

## Külső hivatkozások
- Prado hivatalos weboldala
- El Prado Museum & Gallery, angolul Archiválva 2009. március 21-i dátummal a Wayback Machine-ben